# 下帕迪利亚
帕迪利亚德亚瓦霍，是西班牙卡斯蒂利亚-莱昂布尔戈斯省的一个市镇。总面积28平方公里，总人口101人（2001年），人口密度4人/平方公里。